# Charles Gilmore (Eisschnellläufer)
Charles Andrew Gilmore (* 27. Januar 1950 in Orange) ist ein ehemaliger US-amerikanischer Eisschnellläufer.
Gilmore wurde im Jahr 1966 Nordamerikameister über 1500 m und im Jahr 1967 US-amerikanischer Juniorenmeister. Zudem nahm er von 1965 bis 1976 an internationalen Wettbewerben teil. Bei den Olympischen Winterspielen 1972 in Sapporo belegte er den 20. Platz über 5000 m und bei den Olympischen Winterspielen 1976 in Innsbruck den 19. Rang über 10.000 m. Er nahm an keiner Weltmeisterschaft teil.

## Persönliche Bestzeiten
| Disziplin | Zeit         | Datum            | Ort                  |
| --------- | ------------ | ---------------- | -------------------- |
| 500 m     | 41,50 s      | 7. Januar 1972   | Davos                |
| 1000 m    | 1:22,70 min  | 19. Januar 1972  | Innsbruck            |
| 1500 m    | 2:03,30 min  | 31. Januar 1976  | Davos                |
| 3000 m    | 4:19,86 min  | 30. Januar 1976  | Davos                |
| 5000 m    | 7:40,13 min  | 24. Januar 1976  | Madonna di Campiglio |
| 10.000 m  | 16:26,35 min | 14. Februar 1976 | Innsbruck            |